# Stanley Hoffmann
Pour les articles homonymes, voir Hoffmann.
Stanley Hoffmann, né le 27 novembre 1928 à Vienne (Autriche) et mort le 13 septembre 2015 à Cambridge (Massachusetts), est un professeur de sciences politiques français à l'université Harvard.

## Biographie

### Jeunesse et études
Hoffmann nait à Vienne en 1928 d'une famille juive, qui émigre dès l'année suivante à Paris et se sépare aussitôt. Il dit n'avoir rencontré son père que quelques journées dans toute sa vie. 
Citoyen français depuis 1947, Stanley Hoffmann passe son enfance entre Paris et Nice. Il est reçu au baccalauréat.
Il étudie à l'université de Paris et obtient une licence de droit. Il est également étudiant à l'Institut d'études politiques de Paris. Il s'inscrit en 1945 à l'année préparatoire de l'établissement. Il passe ensuite directement en deuxième année en 1946. Il sort diplômé de la section Service public en 1948. Il envisage alors de travailler dans la diplomatie.
Étant donné l'impossibilité pour lui de passer le concours de l'ENA avant 1952, il devient chercheur de la Fondation nationale des sciences politiques. Il prépare parallèlement un doctorat en droit à l'université de Paris sous la direction de Mme Bastid. En désaccord avec ses vues sur son doctorat, il part en 1955 pour une année à l'université Harvard comme enseignant et y reste.

### Parcours professionnel
Il y fait une carrière universitaire. Après avoir fondé notamment le Centre d’études européennes de Harvard en 1968, il est titulaire de deux chaires prestigieuses, celle de « Civilisation française » à partir de 1980, puis celle de « Relations internationales » depuis 1997. Il est resté en étroites relations avec les cercles universitaires français et a été directeur d'études de civilisation américaine à l'EHESS en 1983-1984.
Bien qu’il n’ait pas pu suivre à Sciences Po les cours de sciences politiques de Raymond Aron (que celui-ci commence en 1955 à la Sorbonne après avoir donné quelques cours sur la presse à Sciences Po), il est très marqué par l’influence de celui-ci dont il restera proche. Il raconte qu’il a fait sa connaissance fortuitement dans le train en revenant d’une réunion de l’Association Internationale de Sciences Politiques à Amsterdam en 1953 (?) où il était présent comme interprète.  
Stanley Hoffmann choisit alors d’enseigner et non d’entrer en politique, comme certains de ses condisciples de Harvard, à l’image d' Henry Kissinger. Il adopte une position aronienne de spectateur engagé, tranchant dans la critique des rigidités sociales de la France contemporaine, aussi bien que de l’impérialisme ravageur de la politique américaine. Il affirme néanmoins sa confiance dans l’existence nécessaire d’une éthique des relations internationales. Pour lui, la puissance est la somme des situations dominantes établies sur différents échiquiers dont l’importance varie selon les circonstances et la nature des objectifs poursuivis. 
En 1976, il participe à la création de la French-American Foundation.
Stanley Hoffmann a également participé en tant qu'expert politique au film Le monde selon Bush traitant des dérives de l'administration Bush après l'élection de ce dernier à la Maison-Blanche en 2000.

## Distinctions
- Commandeur de la Légion d'honneur, 2000
- Commandeur de l'ordre du Mérite de la République fédérale d'Allemagne
- Prix Balzan pour la science politique, 1996

## Publications (extrait)
- Le mouvement Poujade, Paris, Armand Collin, 1956.
- A la recherche de la France, Paris, Seuil,1963 (avec Charles Kindleberger, Laurence Wylie, Jesse Pitts, Jean-Baptiste Duroselle, and François Goguel, paru conjointement en édition américaine sous le titre In Search of France, Cambridge (Mass.), Harvard University Press, 1963).
- The State of War: Essays on the Theory and Practice of International Politics, New York, Praeger, 1965.
- Gulliver empêtré, Paris, Seuil, 1971, traduction de Gulliver's Troubles: or, the Setting of American Foreign Policy, New York, McGraw-Hill, 1968.
- "International Organization and the International System," International Organization, Vol. 24 No. 3, Summer 1970.
- De Gaulle, artiste de la politique, Paris, Seuil, 1973
- Essai sur la France, Déclin ou Renouveau, Paris, Seuil, 1974
- Primacy or World Order : American Foreign Policy since the Cold War, New York, McGraw-Hill, 1978
- Duties Beyond Borders On the Limits and Possibilities of Ethical International Politics, Syracuse (New York), Syracuse University Press, 1981.
- La nouvelle Guerre froide, Paris, Berger-Levrault, 1983
- Janus and Minerva : Essays in the Theory and Practice of International Politics, Boulder (Col.), Westview Press, 1987
- The European Sisyphus: Essays on Europe, 1964-1994 Boulder (Col.), Westview Press, 1995.
- The Ethics and Politics of Humanitarian Intervention, Notre Dame (Ind.), Notre Dame University Press, 1997
- World Disorders, 1998 (avec Robert C. Johansen, James P. Sterba, and Raimo Vayrynen)
- L'Amérique vraiment impériale? Entretiens sur le vif avec Frédéric Bozo, Editions Louis Audibert, Paris, 2003, (traduction de Gulliver Unbound, Lanham (Maryland), Rowman & Littlefield publishers, 2004)

- Préface au livre de Robert O. Paxton, La France de Vichy : 1940-1944, éd. du Seuil, 1973.
- Préface au livre de Marc Bloch L'étrange défaite, éd. Gallimard 1990.